# Szentháromság-oszlop (Temesvár)
A temesvári Szentháromság-oszlop, más néven Pestisoszlop műemlékké nyilvánított szobor Romániában, Temes megyében. A romániai műemlékek jegyzékében a TM-III-m-A-06313 sorszámon szerepel.